# زلزال سوريا 1202
ضرب زلزالٌ سوريا فجر يوم 20 مايو 1202م (598 هـ) وكان مركزه صدع البحر الميت وهو لم يكن زلزالاً منفرداً، بل تشير المصادر التاريخية إلى أن ما حدث كان عبارة عن سلسلة من الهزات الأرضية المتتالية بين عامي 1201 و1202، لا يمكن الجزم إن كانت هذه الأحداث الزلزالية مستقلة أم أنها كانت هزات ارتدادية ناتجة عن زلزال رئيسي، ولكن أحد المصادر يشير إلى أن هذه السلسلة مكونة من زلزالين رئيسيين حدثا في منطقتين مختلفتين على طول الصدع، الأول في فجر يوم 6 يونيو عام 1201 بقدر الموجة السطحي شدّته 7.5، والثاني في يوم 20 مايو عام 1202 بقدر الموجة السطحي شدّته 6.8. استدل على هذا الزلزال في زمننا المعاصر من خلال دراسة الرسوبيات في صدع اليمّونة الذي يشكل الحد الشرقي لسهل البقاع، حيث وجد الباحثون أدلة على وجود حركة على طول الصدع يرجع تاريخها إلى فترة حدوث الزلزال، كما توجد أدلة أخرى على قوة الزلزال التدميرية كتصدع جدران حصن جسر بنات يعقوب، وحدوث انزياح في القنوات المائية التاريخية في وادي بيت صيدا. وتشير التقديرات إلى أن الزلزال أودى بحياة قرابة 30 ألف شخص.
هذا الزلزال كان عنيفاً لدرجة أن الناس شعروا به من صقلية غرباً إلى شمال إيران شرقاً، ومن القسطنطينية في الشمال إلى أسوان في الجنوب، وقد شعر به سكان مناطق واسعة جدًا في بلاد ما بين النهرين والأناضول وصعيد مصر، وأثّر في الغالب على السلطنة الأيوبية ومملكة القدس، وتضرّرت مدن صور، وعكا ونابلس أضراراً بالغة. قدّرت شدة الزلزال بـ 7.6 مع ضرر يصل إلى XI على ميركاي.

## سجلات الزلزال
وصف بأنه زلزال كبير أو سلسلة من الزلازل في العديد من المصادر المكتوبة خلال الفترة 1201-1202 (597-598 الهجرية). من غير الواضح ما إذا كانت تشير إلى هزة رئيسية واحدة مع عدة هزات ارتدادية كبيرة أو أكثر من زلزال واحد غير ذي صلة. نظرًا لندرة مثل هذه الأحداث الكبيرة في هذه المنطقة، فمن المرجح أن تشير جميع التقارير إلى نفس الصدمة الرئيسية. تعرف عمال آخرون على حدثين منفصلين، الأول 7.5) في 6 يونيو 1201 والأخير (6.8) في 20 مايو 1202، حدثا في حدثين مختلفين (ولكنهما متجاوران). شرائح صدع البحر الميت.

## السبب
يشير توزيع الأضرار المبلغ عنها بقوة إلى أن الزلزال نتج عن الحركة على جزء من صدع البحر الميت الذي يهيمن عليه الزلزال. الدراسات التفصيلية للرواسب الحديثة على طول خط صدع اليمونة، الذي يحد وادي البقاع، تدعم الحركة على هذا الصدع باعتباره المصدر الأرجح لزلزال 1202. وقد ابلاغ عن أدلة ميدانية على زلزال عام 1202 من تهجير جدران قلعة فادوم يعقوب الصليبية (في تل عطيرت)) ومن قنوات مجرى النازحين في وادي بيت صيدا.
من غير المرجح أن تكون تقارير تسونامي المرتبطة بهذا الزلزال ناجمة بشكل مباشر عن حركة الصدع حيث لم يحدث أي من عمليات إزاحة الصدع تحت البحر. ويعتقد أن معظم موجات التسونامي الكبيرة المسجلة في شرق البحر الأبيض المتوسط هي نتيجة لانهيارات أرضية تحت الماء ناجمة عن الزلازل.

## التأثير

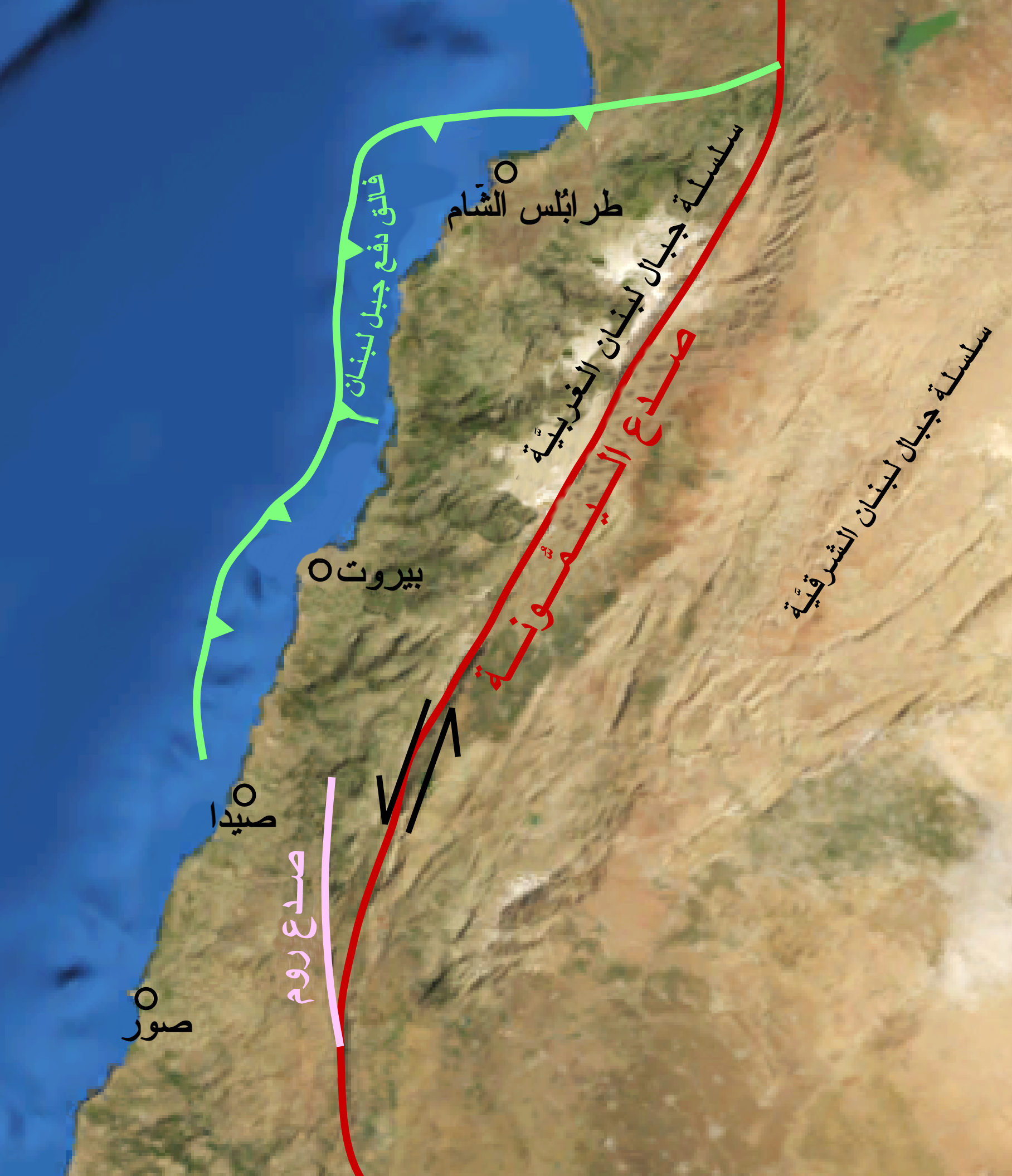
صدع اليمونة

### المناطق المتضررة
وكانت المناطق المتأثرة بالزلزال على الترتيب التالي بحسب شدة التدمير: لبنان، وشمال فلسطين، وغرب سوريا، والقدس، والأردن، وجنوب تركيا. حتى أن آثاره التدميرية وصلت إلى أرمينيا وشرقي الأناضول شمالاً، وإلى العراق وإيران شرقاً، ومصر جنوباً.
أكبر الأضرار المسجلة كانت في مناطق: جبل لبنان، وصور، وعكا، وبعلبك، وبيت جن، والسامرة، ونابلس، وبانياس، ودمشق، وحوران، وطرابلس وحماة (الثامن– التاسع على مقياس شدة ميركالي).

### تسونامي
وقد لوحظ تسونامي المرتبط بهذا الحدث في شرق قبرص وعلى طول السواحل السورية واللبنانية.كما أن محطات الرصد الزلزالي التابعة لهيئة الطاقة الذرية السورية تسجل على الدوام هزات أرضية غير محسوسة بشدات ضعيفة أقل من 4 درجات قليل، منها ما يزيد عن ذلك فيشعر به بعض الناس في حالات خاصة، ما يعني أن صدع البحر الميت هو صدع نشط، وأن تكرار حدوث الزلازل المدمرة في المنطقة هو احتمال قائم، ومع غياب أنظمة العزل الزلزالي في المباني أو اتخاذ الاحتياطات الإنشائية لمقاومة الزلازل فقد تكون هناك كارثة بانتظارنا.

### الضحايا
تذكر المراجع العربية أن عدد الضحايا بلغ 1٫100٫000 حالة وفاة، لكن هذا الرقم يشمل جميع الوفيات في السنة المرافقة للزلزال، بما في ذلك الوفيات الناجمة عن المجاعة والأوبئة المرتبطة بفيضان النيل في تلك السنة،وهو رقم مبالغ فيه بالنسبة لزلزال بهذه الشدّة، كما تم إجراء تقدير أكثر واقعية عبر تحليل السجلات المعاصرة وصل إلى أن ضحايا الزلزال بلغ حوالي 30٫000 ضحية، وهذا رقم منطقي باعتبار أن الزلزال قد حدث في وقت الفجر بينما كان الناس نياماً ولم يقدروا على الشعور بالهزات السابقة له.
ولكن هذا ليس الزلزال الوحيد الذي حدث في المنطقة، فقد حدثت العديد من الحوادث الزلزالية المدمرة فيها عبر التاريخ المسجل، والتي قد يكون أعنفها زلزال حلب عام 1138 الذي يصنف من بين أعنف الزلازل في التاريخ بقدر زلزالي يعادل 8.5، وكان آخر زلزال مدمر على هذا الصدع في عام 1872.
على الرغم من أن رقم 1,100,000 حالة وفاة يُستشهد به في كثير من الأحيان بسبب هذا الزلزال، إلا أنه يشمل جميع الوفيات في العام المعني، بما في ذلك الوفيات الناجمة عن المجاعة والأوبئة اللاحقة الناجمة عن فشل فيضان النيل ذلك العام. أجري تقدير أكثر واقعية لـ 30.000 حالة وفاة من خلال تحليل السجلات المعاصرة.

## أنظر أيضاً
- قائمة الزلازل التاريخية
- قائمة الزلازل في بلاد الشام